# Шант (електротехника)
Шантни амперметар дозвољава мерење превеликих вредности текућих вредности које директно мери одређени амперметар. У овом случају шант, манганов отпорник тачно познатог отпора, поставља се паралелно са галванометром који се помиче, тако да ће кроз то проћи све струје које треба измјерити. Да не би ометали круг, отпор шанта је обично веома низак. Пад напона преко шанта је пропорционалан струји која тече кроз њу и када је позната његова отпорност, волтметар спојен преко шанта може се скалирати да директно прикаже тренутну вредност.
Шант се оцењују максималном струјом и падом напона на тој струји. На пример, 500 А, 75 mV шант би имао отпор од 0,15 мили Ома, максимално дозвољену струју од 500 ампера и при том би пад напона био 75 миливолта. По конвенцији, већина шантова је пројектована тако да падају 50 mV, 75 mV или 100 mV када раде по својој потпуној назначеној струји, а већина амметара се састоји од шанта и волтметра с пуним размаком од 50, 75 или 100 mV. Сваки Шант има фактор који смањује потребу за непрекидном употребом, 66% је најчешће. Континуална употреба је време рада од 2 минута, при чему се фактор дерирања мора применити. Постоје термалне границе код којих шанта више не функционише исправно. На 80 °C почиње да се јавља термални дрифт, при 120 °C термички дрифт је значајан проблем у случају да грешка, у зависности од конструкције шанта, може бити неколико процената и при 140 °C легура манганина постаје трајно оштећена због жарења у вредности отпорности која се помера горе или доле.
Ако се измерена струја такође налази на високом напонском потенцијалу, овај напон ће бити присутан и на прикључним проводницима и самом инструменту. Понекад се шант убацује у повратну ногу (уземљена страна) како би се избегао овај проблем. Неке алтернативе шантовима могу обезбедити изолацију од високог напона тако што не директно повезују мерач са високонапонским колом. Примери уређаја који могу да обезбеде ову изолацију су сензори струје Халл ефеката и струјни трансформатори (види мераче за клеме). Тренутни шантови се сматрају прецизнијим и јефтинијим од уређаја Халл еффецт. Заједничка тачност ових уређаја је ± 0,1% и 0,25% и 0,5%.
Томасов тип двоструког манганинског шанта и тип МИ (побољшан дизајн типа Тхомас) коришћени су до деведесетих од стране НИСТ-а и других владиних лабораторија као правна референца ома до настанка квантног Халл учинка. Шантеви типа Тхомас још увек користе владине и приватне лабораторије да предузму врло прецизна тренутна мерења, пошто је коришћење квантног Хола ефекта процес који троши много времена. Тачност ових врста шантова се мери у ппм и суб-ппм скали дрифта годишње постављеног отпора.

## Текуће технике мерења
Када је склоп уземљен (уземљен) са једне стране, тренутни мерни шант се може убацити у неосновани проводник или у уземљени проводник. "Шантање" у неоснованом проводнику мора бити изоловано за напон пуног кола на тло; мерни инструмент мора бити инхерентно изолован од тла или мора укључити резистивни разделник напона или изолациони појачавач између релативно високог напона заједничког режима и нижи напон унутар инструмента. Шантање у уземљеном проводнику можда неће открити струју цурења која заобилази шантање, али неће доживјети високи заједнички режим напона на тло. Оптерећење се уклања са директног пута на земљу, што може довести до проблема код управљачког кола, резултирати нежељеним емисијама или обома.